# Lunette autocollimatrice

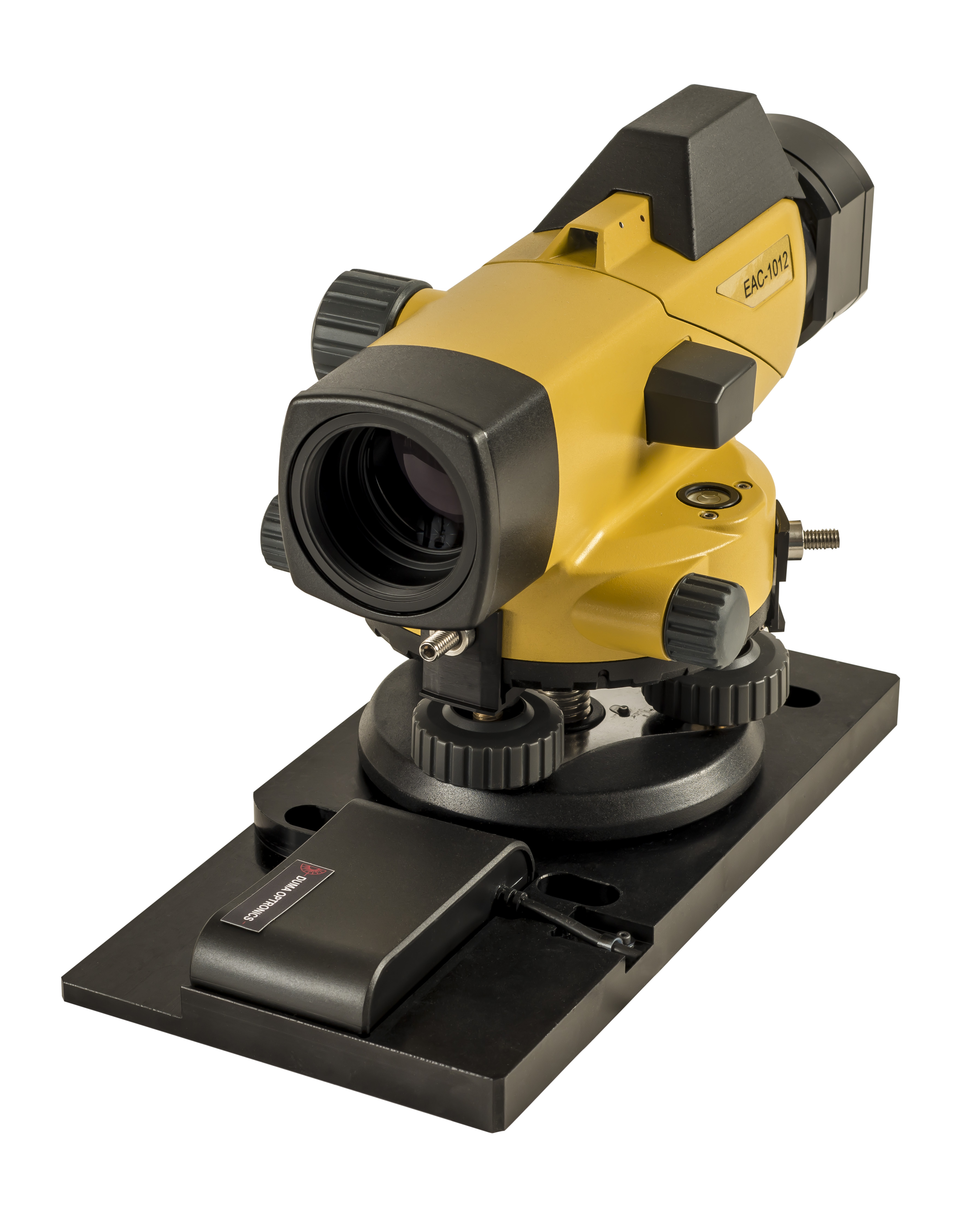
Autocollimateur électronique à analyse laser.

Une lunette autocollimatrice est un instrument optique utilisé pour mesurer de petits angles d'inclinaison de surface, employé pour la correction de ces angles, le contrôle de parallélisme et l'alignement de bancs optiques.

## Principe
Une lunette autocollimatrice est un réticule éclairé par une source lumineuse interne à l'appareil, et placé au foyer objet d'un objectif. Le réticule est alors imagé à l'infini. La lunette doit viser une surface polie ou réfléchissante à contrôler : le réticule est alors réfléchi par la surface et renvoyé vers la lunette. Un oculaire permet à un observateur de voir le décalage entre le réticule d'origine et son image. Si l'image et l'objet sont superposés, le parallélisme de la surface contrôlée est assuré.

## Utilisations
Pour cette aptitude à contrôler de petits angles, la lunette autocollimatrice peut aussi être employée sur des distances longues, pour contrôler la rectitude d'un banc en en mesurant l'inclinaison ou les défauts de planéité.